# Comarca de Sierra Morena
Comarca de Sierra Morena és una comarca situada al nord de la província de Jaén (Andalusia). Una part significativa del seu territori forma part de la serralada de Sierra Morena. La capital, com a centre administratiu, és Linares. La població és de 105.640 habitants (INE 2006), té una superfície de 1.396,7 km², i una densitat de població de 75,6 hab/km².